# Colba-Superano Ham/2013
Deze pagina geeft een overzicht van de Colba-Superano Ham-wielerploeg in 2013. 

## Algemene gegevens
Algemeen manager: Peter Bauwens
Ploegleiders: Peter Bauwens, David Baudson
Fietsmerk: Ridley
Budget: niet bekend

## Renners
| Naam                             | Geboortedatum | Nationaliteit | Ploeg 2012              |
| -------------------------------- | ------------- | ------------- | ----------------------- |
| Saimen De Laeter (vanaf 16/08)   | 17-02-1994    | België        | Neo                     |
| Denis Flahaut                    | 28-11-1978    | Frankrijk     | Roubaix Lille Métropôle |
| Victor Fobert                    | 18-02-1990    | Frankrijk     | Neo                     |
| Jurgen François                  | 26-03-1985    | België        |                         |
| Sven Jodts                       | 14-10-1988    | België        | Neo                     |
| Aron Kremer                      | 04-05-1989    | Nederland     | Neo                     |
| Clément Lhotellerie              | 09-03-1986    | Frankrijk     |                         |
| James Mowatt                     | 28-05-1990    | Australië     | Stage                   |
| Niels Schittecatte               | 13-11-1992    | België        | Neo                     |
| Yu Takenouchi                    | 01-09-1988    | Japan         | Geen                    |
| Quentin Tanis                    | 27-03-1990    | Frankrijk     | Neo                     |
| Niels Van Dorsselaer (tot 01/08) | 25-02-1992    | België        | Neo                     |
| Brent Van De Kerkhove            | 12-10-1994    | België        | Neo                     |
| Matthias Vanden Heede            | 24-12-1993    | België        | Neo                     |
| Jim Vercruyce                    | 06-12-1988    | België        |                         |
| Stagiairs                        |               |               |                         |
| Arthur Fobert                    | 02-11-1992    | Frankrijk     |                         |
| Yuma Koishi                      | 15-09-1993    | Japan         |                         |

## Overwinningen
Geen
2011 · 2012 · 2013